# Лизи Макгвајер
Лизи Магвајер (енгл. Lizzie McGuire) америчка је телевизијска серија, чије је ликове осмислио Тери Минскај, који је такође развио основни формат. У серији је приказана анимирана верзија насловног лика која изводи солилокјуз; ове анимиране секвенце биле су испирисане секвенцама уживо.Лизи Мегвајер премијерно се приказивала на Дизни каналу од 12. јануара 2001. након премијере филма Ксенон: Наставак и завршила се 14. фебруара 2004, након укупно 65 продуцираних и емитованих епизода.

## Радња
Серија прати Лизи Мегвајер, тринаестогодишњу девојку која сања да буде популарна у школи, уз помоћ својих најбољих пријатеља Миранде и Гордо. Епизоде су усредсређене на живот Лизи, бавећи се њеном породицом, углавном њеним родитељима Џо и Семом и њеним млађим братом Метом и нормалним проблемима тинејџера. Лизи има анимирани алтер его који представља њена осећања.

## Емитовање у Србији
У Србији, Црној Гори, Босни и Херцеговини и Северној Македонији серија је премијерно емитована на Хепи ТВ титлована на српски језик. Представља прву серију са Дизни канала која је емитована у Србији. Серија је током приказивања постала велики хит, након чега је уследила велика количина робе са ликовима из Лизи Мегвајер. Издата је на неколико ДВД-ова.